# Образовање на даљину у функцији подршке даровитим ученицима
Учење на даљину (Distance Learing) налази све већу примену у образовању, а свакако да свој развитак дугује савремено развијеној телекомуникационој технологији. Учење налик овом било је незамисливо пре пар деценија, а данас налази широку примену и долази до импресивних резултата. Образовање треба да буде увек у корак с временом, а пре свега доступно и флексибилно. Образовање на даљину пружа могућност образовања даровитих појединаца који нису у могућности да буду физички присутни у просторији где се настава одвија. Физичка одсутност не умањује квалитет образовног процеса, чак шта више посредством мултимедијалног и пажљиво бираног дидактичког материјала у дигиталној форми обезбеђује се већа очигледност, динамичност, могућност индивидуализације у складу са интересовањем ученика.

## Даровитост
Тешко је ученике сврстати у хомогене групе, јер је сваки ученик посебна индивидуа коју треба најпре упознавати, кроз систематско посматрање, проучавање, свакодневну комуникацију, откривање интересовања и потреба ученика, познавање карактеристика узраста, а потом треба стварати услове и ситуације у којима треба изазвати промене у делању и мишљењу ученика. Виготски говори о зони наредног развоја која упућује на то да детету увек треба постављати захтеве мало изнад његових могућности које ће уз оптималан напор успети да превазиђе. Управо у овом постављању захтева учитељи могу уочити оне ученике који се због неких својих специфичности захтевају посебан приступ у раду са њима. Ту најпре можемо уочити тзв. даровите ученике.
Даровитост као висока општа интелектуална способност или психометријско одређење даровитости и данас се најчешће користи упркос бројним критикама.
Постоје два могућа критеријума која стоје на располагању приликом покушаја утврђивања да ли је неко даровит или не. 
1. Први је квалитативни или апсолутни критеријум по ком би неко био даровит без обзира на то шта и колико други могу да ураде ако је у стању да постигне нешто изузетно (решава изузетно тешке задатке, уради неко изузетно дело...) .
2. Други је квантитативни или релативни критеријум по ком би даровита особа била она особа која на одређеном подручју цењене људске делатности остварује нешто што може да постигне само известан број појединаца, на пример „не више од један или два посто људи на сваком ступњу развоја“.

## Даровитост у образовању
Даровити ученици јесу велики дар, али и одговорност. Није довољно само их идентификовати, већ је потребно обезбедити адекватне услове за њихов даљи напредак. Наставник се мора водити својим дидактичко-методичким знањем, али мора овладати и адекватним стратегијама. Стратегију образовања даровитих поједини аутори различито групишу. Аурел Божин издваја следеће стратегије или образовне интервенције: 
1. Акцелерацију (прескакање разреда, обогаћивање програма у редовном разреду, менторски рад, летњи програми);
2. Груписање према способности (специјална одељења за академски даровиту децу, програми обогаћивања ван редовне наставе, специјална одељења према IQ ученика, груписање унутар једног одељења, груписање ученика из различитих разреда);
3. Остала решења (школовање код куће, посебне школе за даровите, индивидуализована настава, кооперативно учење).

Значај менторства је један од кључних стратегија у развоју даровитих. Било би идеално да даровити ученици имају своје менторе, при чему би њихова улога била да воде, поучавају, мотивишу, олакшавају, саветују и вреднују, док је улога даровитих ученика да истражују, уче и вреднују.
Треба имати у виду да даровити ученици често превазилазе своју узрасну групу у неким аспектима као што су:
- потреба за независношћу у учењу;
- потреба за изазовима у којима се може доживети и повремени неуспех;
- потреба за учествовањем у широким програмима у којима се стимулише целокупни развој али они такође имају и оне потребе које имају и сва друга деца као што је потреба за дружењем са децом истог узраста.

1. ↑  Божин, Аурел (2007). Психологија даровитости. Београд: Учитељски факултет. стр. 73—81.
2. ↑  Ристић М., Радовановић И. (2013). Интернет у образовању-педагошки аспекти примене интернета у настави. Београд: Учитељски факултет. стр. 98.
3. ↑  Ристић М., Радовановић И. (2013). Интернет у образовању-педагошки аспекти примене интернета у настави. Београд: Учитељски факултет. стр. 99.

## Предности образовања на даљину у раду са даровитим ученицима
На интернету можемо стварати глобалне заједнице даровитих ученика у оквиру специјализованих веб-сајтова и портала који им обезбеђују учење, сарадњу и рад, али и дружење. Бројни су примери интерактивних интернет-пројеката (локалних, регионалних или светских) које подржавају наставници, ментори и родитељи даровитих. 
Платформа за објављивање остварења даровитих на интернету пружа могућност објављивања остварења даровитих на сајтовима школа, или порталима који подржавају даровите. Даровити ученици уз помоћ наставника, често објављују сопствене сајтове који су у вези са њиховом облашћу интересовања. Потребно је нагласити да је за објављивање остварења даровитих ученика на интернету неопходна писана сагласност родитеља и даровитих ученика.
Како би се јасније разумела реализација образовања на даљину у раду са даровитим ученицима, а познавајући предности, специфичности и комплексност приступа, неизоставна је свакако онлајн настава.
Припрему и реализацију онлајн наставе треба да раде тимови стручњака као што су: психолози и педагози који се баве радом са даровитим ученицима; стручњаци за онлајн учење (за педагошка, психолошка и техничко-технолошка питања), стручњаци из области поучавања (наставници, универзитетски професори, научници, асистенти, студенти). 
Тимови стручњака и ментора представљају кључ развоја даровитости, а и значајну предност е-учења у односу на друге облике учења.
Основни циљ е-менторства је да даровитим ученицима омогући индивидуализовано-академску, мотивациону и емоционалну подршку.

## Недостаци образовања на даљину у раду са даровитим ученицима
Не постоји идеална метода, поступак или облик рада који се може узети као најефикаснији у раду са одређеном групом појединаца. У процесу образовања неизбежан је удео вероватноће и онога што проистиче из спонтаног инерактивног односа наставник-ученик. Имајући то у виду, могући су и неки недостаци, као и код сваке друге врсте наставе који уз рационално сагледавање и саморефлексивност свих учесника наставног процеса могу бити превазиђени. Неки од недостатака су следећи:
- проблеми у вези са људским фактором–неопходна је добра организација и сарадња између дизајнера система е-учења, програмера, наставника и/или ментора у стварању релевантног, безбедног и стимулативног окружења за даровите;
- хардверско-софтверски проблеми-постоји опасност да хардверске компоненте система не функционишу како треба (нестанак електричне енергије, блокада сервера, проблеми са интернет-приступом) или да софтверски систем из неког разлога не функционише. Неопходно је да систем за е-учење има квалитетан хардвер и софтвер, да је добро ажуриран, одржаван и заштићен. Потребно је да даровити ученици поседују рачунар одговарајућих перформанси и приступ интернету;
- информатичка писменост–даротиви ученици и наставници који са њима раде треба да имају адекватне информатичке компетенције. Наставницима су у почетку неопходни курсеви за успешну примену ИКТ-а и осигурање система квалитета за сваку од активности;
- укљученост даровитих ученика–у зависности од старосног доба, зрелости и мотивисаности даровитих, примењују се неки или сви елементи е-учења. Комплетна онлајн настава се не препоручује основношколским ученицима.

## Образовни потенцијали технологијае-учењаза даровите
Образовни потенцијали Интернета су велики, из тог разлога многе образовне институције у свету га укључују у образовни процес даровитих. 
Интернет технологије нуде бројне могућности даровитима:
1. онлајн наставу;
2. претраживање информација и комуникацију;
3. учествовање у интерактивним Интернет пројектима;
4. платформу за објављивање остварења даровитих;
5. платформу за вредновање знања;
6. QR кодови;
7. програмирана настава.